# Colin Gieg
Colin Kenneth Gieg (* 6. Juli 1942 in San Mateo, Kalifornien; † 11. März 2013 in Denver, Colorado) war ein US-amerikanischer Jazz-Bassist.
Colin Gieg wuchs in Bakersfield auf, wo er mit sieben Jahren zunächst Klavierunterricht hatte; danach lernte er Gitarre und auf der Highschool Kontrabass. 1960 zog er nach Los Angeles, um am Westlake College of Music und am Los Angeles Conservatory zu studieren, u. a. bei Ralph Peña. Anschließend arbeitete er in Kalifornien als professioneller Musiker, u. a. mit den Four Freshmen, Sue Raney, dem Don Ellis Jazz Orchestra und mit Johnny Mathis. Nachdem er seine Karriere zur Ableistung seines Militärdienstes unterbrechen musste, zog er 1970 nach Denver, wo er fortan als lokaler Musiker arbeitete und auf Festivals und Jazzpartys auftrat. Gieg ist bei Produktionen  von Rusty Warren (More Knockers Up!, 1965), Johnny Varro/Randy Sandke, Peanuts Hucko (Jazz Live Montreux '89) und Phil Urso (Salute Chet Baker 2003) zu hören.
Gieg starb 70-jährig am 11. März 2013 in Denver an Bauchspeicheldrüsenkrebs.